# Toxodera maxima
Toxodera maxima är en bönsyrseart som beskrevs av Roger Roy 2009. Toxodera maxima ingår i släktet Toxodera och familjen Toxoderidae. Inga underarter finns listade i Catalogue of Life.